# This is Bulgaria
This is Bulgaria е български телевизионен канал, стартирал през 2009 г. под името Travel HD. Медията е първият български канал с висока резолюция (FULLHD).

## История
На 1 ноември 2015 г. телевизията се преименува на This is Bulgaria и променя изцяло програмната си схема. Каналът представя българската природа, култура и туризъм по целия свят. Програмата се състои от кратки видео форми – импресии, създадени и посветени на България. Продължителността им е между 1 и 5 минути, с разнообразен музикален фон от различни български и чуждестранни творци.